# Coccyzus ferrugineus
Coccyzus ferrugineus là một loài chim trong họ Cuculidae.